# Tundra d'Alaska-Serralada de Sant Elies
La tundra de les serres d'Alaska i St. Elies és una ecorregió semblant a la tundra terrestre d'Amèrica del Nord definides pel World Wildlife Fund. El codi WWF associat és NA1101.

## Distribució
La tundra de les serralades d'Alaska i Sant Elies forma un arc interior, separat i paral·lel a la costa, que s'estén des de la base de la península d'Alaska fins al sud-est d'Alaska, el sud-oest de Yukon i l'extrem nord-oest de la Colúmbia Britànica. L'ecoregió inclou la serralada d'Alaska, part de la serralada de St. Elies i les muntanyes Wrangell.

## Clima
La tundra de les serres d'Alaska i St. Elies està separada de la costa del Pacífic per les serralades de la tundra i els camps de gel de les muntanyes de la costa del Pacífic. El clima és més continental amb una taxa anual de precipitació de 400 mm a baixa altitud i 2000 mm a gran altitud. A la part sud del Canadà, la taxa anual de precipitació de 300 mm a cotes baixes i 1000 mm a cotes altes.
La temperatura mínima diària mitjana durant l'hivern oscil·la entre -25 °C i -34 °C. La temperatura mitjana diària màxima durant l'estiu oscil·la entre els 18 °C i els 22 °C. Més al sud, al territori canadenc, la temperatura mitjana anual és de -1,5 °C a cotes baixes. La temperatura mitjana d'estiu és de 9,5 °C i la temperatura mitjana d'hivern és de -14 °C.

## Geomorfologia
L'altitud varia des del nivell del mar fins als 6.000 m. Denali, que s'eleva a 6.190 m, es troba en aquesta ecoregió. Si algunes valls se situen als 600 m d'altitud, el conjunt de l'ecoregió es caracteritza sobretot pel seu relleu accidentat i les seves muntanyes que sovint superen els 4000 m. A cotes més altes, les glaceres i els camps de gel són abundants.

## Característiques biològiques

### Flora
En altitud, els afloraments rocosos i el gel deixen poc espai per a la vegetació. Quan les condicions permeten l'establiment d'una tundra alpina, està formada principalment per comunitats arbustives atrofiades formades, entre d'altres, les rosàcies rosa de roca, Dryas integrifolia, brucs (per exemple, Vaccinium vitis-idaea i Cassiope tetragona). Els vessants protegits afavoreixen el creixement d'arbusts més alts, com ara bedolls (bedoll nan, betula glandulosa), el salze, el vern (Alnus viridis sinuata, Alnus viridis crispa) i el bruc. Les valls ben drenades contenen boscos dispersos de pícea negra americana, pícea glauca, Betula papyrifera var. papyrifera i Populus tremuloides. Algunes ciperàcies Eriophorum i Trichophorum i càrex colonitzen les zones humides.

### Fauna
Els animals de la zona inclouen els grans ossos bruns del parc nacional de Denali, la costa sud-oest prop del llac Iliamna i la badia de Kamishak. Altres mamífers inclouen la cabra blanca, el caribú, l'ant, el mufló de Dall, el castor americà i la llebre americana. Els rius de la zona acullen el salmó. Entre els ocells s'inclouen perdiu d'Escandinàvia, la mallerenga de Lapònia, algunes espècies de còlit, la bosquerola de Wilson i la mallerenga boreal.

## Conservació
L'ecoregió roman majoritàriament intacta. El turisme és actiu. Però la mineria està aturada.